# 小規模企業共済法
小規模企業共済法（しょうきぼきぎょうきょうさいほう、昭和40年6月1日法律第102号）は、小規模企業者の相互扶助の精神に基づき、小規模企業者の事業の廃止等につき、その拠出による共済制度を確立し、もって小規模企業者の福祉の増進と小規模企業の振興に寄与することに関する日本の法律である。
小規模企業共済制度の活用により、小規模企業の経営者たる個人事業主または会社役員の退職時に、いわゆる退職金的な一時金の支給を受けることを制度として可能としたものである。

## 構成
- 第一章　総則（第1条・第2条）
- 第二章　共済契約（第3条―第24条）
- 第三章　雑則（第25条―第30条）
- 附則